# Mátraszele, Nógrád
Mátraszele  este un sat în districtul Salgótarján, județul Nógrád, Ungaria, având o populație de 992 de locuitori (2011). 

## Demografie
Componența etnică a satului Mátraszele
     Maghiari (94,91%)
     Romi (5,09%)
Componența confesională a satului Mátraszele
     Romano-catolici (58,57%)
     Fără religie (12,3%)
     Atei (1,41%)
     Reformați (1,21%)
     Necunoscută (25,91%)
     Alte religii (2,02%)
Conform recensământului din 2011, satul Mátraszele avea 992 de locuitori. Din punct de vedere etnic, majoritatea locuitorilor (94,91%) erau maghiari, cu o minoritate de romi (5,09%).  Din punct de vedere confesional, majoritatea locuitorilor (58,57%) erau romano-catolici, existând și minorități de persoane fără religie (12,3%), atei (1,41%) și reformați (1,21%). Pentru 25,91% din locuitori nu este cunoscută apartenența confesională.